# Przejście graniczne Białowieża-Piererow

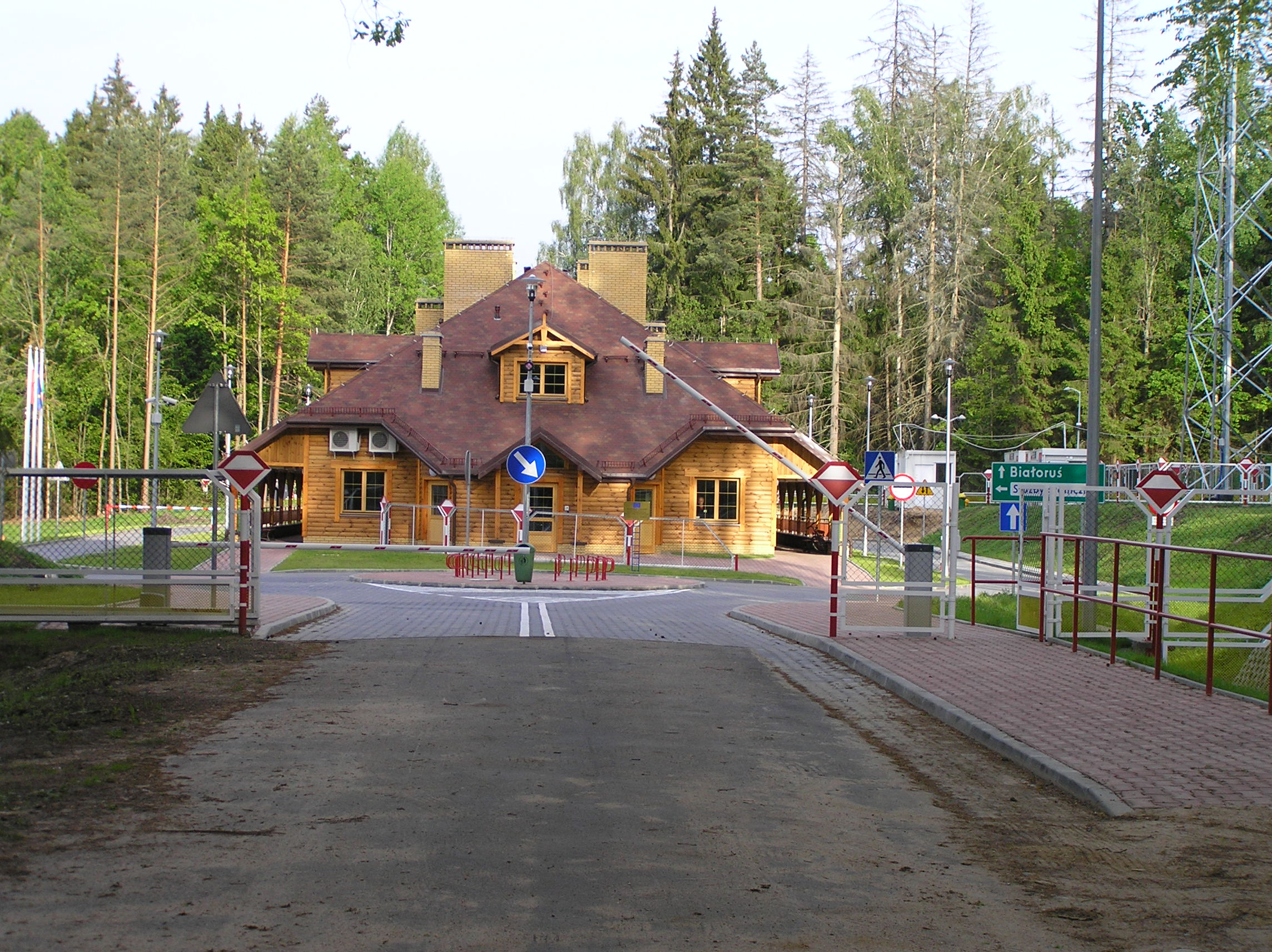
Przejście graniczne Białowieża-Piererow

Przejście graniczne Białowieża-Piererow – polsko-białoruskie drogowe przejście graniczne położone w województwie podlaskim, w powiecie hajnowskim, w gminie Białowieża.
Przejście graniczne Białowieża-Piererow początkowo zostało utworzone wyłącznie dla uproszczonego ruchu granicznego. Dopuszczony był ruch osobowy, na podstawie przepustek dla obywateli Polski i Białorusi. Organy Straży Granicznej dokonywały odprawy granicznej i celnej. Następnie 16 kwietnia 2005 r. dzięki umowie między Rządem Rzeczypospolitej Polskiej a Rządem Republiki Białoruskiej uruchomione zostało jako ogólnodostępne. Czynne przez cały rok w okresie od 1 kwietnia do 30 września w godz. 8.00–20.00 czasu polskiego, a od 1 października do 31 marca od 8.00-18.00. Dopuszczony jest ruch osobowy pieszych i rowerowy, przy wykorzystaniu rowerów znajdujàcych się w osobistym posiadaniu, z wyłączeniem towarów bez względu na obywatelstwo lub przynależność państwową osób przekraczających granicę oraz mały ruch graniczny. Przejście graniczne obsługuje Placówka Straży Granicznej w Białowieży. Od 12 czerwca 2015 r. cudzoziemcy mogą przekraczać granicę Białorusi bez wiz, przy zachowaniu jednak pewnych formalności: wcześniejszej rejestracji na stronie internetowej, posiadania paszportu i ubezpieczenia.
Przejście zostało otwarte w obecności marszałka Sejmu Włodzimierza Cimoszewicza. Budynek odpraw granicznych został pokryty szalówką drewnianą, a jego koszt pokryła Unia Europejska. Utworzenie tego przejścia granicznego znalazło się w zakresie prac Polsko-Białoruskiej Międzyrządowej Komisji Koordynacyjnej ds. Współpracy Transgranicznej. Szczegóły operacyjne uzgodniono podczas spotkania komisji w Kamieńcu w obwodzie brzeskim na Białorusi w grudniu 2003 r.
W okresie istnienia Związku Radzieckiego od 24 stycznia 1986 r. zaczął funkcjonować tu polsko-radziecki Punkt Uproszczonego Przekraczania Granicy Białowieża-Piererow. Przekraczanie granicy odbywało się na podstawie przepustek. Organy Wojsk Ochrony Pogranicza wykonywały odprawę graniczną i celną.